# ميشال أوليكسيجوك
ميشال أوليكسيجوك (بالبولندية: Michał Oleksiejczuk؛ مواليد 22 فبراير 1995) هو مُقاتل فنون قتالية مختلطة بولندي.

## وصلات خارجية
- ميشال أوليكسيجوك على موقع يو إف سي (الإنجليزية)
- ميشال أوليكسيجوك على موقع شيردوغ (الإنجليزية)
- ميشال أوليكسيجوك على موقع Tapology.com (الإنجليزية)
- ميشال أوليكسيجوك على موقع IMDb (الإنجليزية)